# (34429) 2000 SC27
2000 SC27 (asteroide 34429) é um asteroide da cintura principal. Possui uma excentricidade de 0.06465300 e uma inclinação de 10.24054º.
Este asteroide foi descoberto no dia 23 de setembro de 2000 por LINEAR em Socorro.